# Thomas Griese

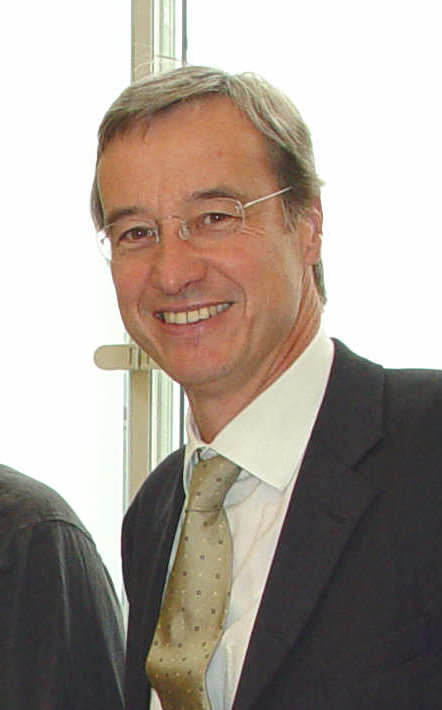
Thomas Griese (2005)

Thomas Andreas Griese (* 11. September 1956 in Soest) ist ein deutscher Jurist und Politiker (Bündnis 90/Die Grünen).
Er war von 1995 bis 2005 Staatssekretär im Ministerium für Umwelt, Raumordnung und Landwirtschaft des Landes Nordrhein-Westfalen. Das gleiche Amt hatte er von 2011 bis 2020 im Ministerium für Umwelt, Energie, Ernährung und Forsten Rheinland-Pfalz inne.

## Ausbildung und Beruf
Thomas Griese wuchs in Bad Sassendorf auf, wo seine Eltern einen Bauernhof (Herringser Höfe) bewirtschafteten. Nach dem Abitur 1975 und dem Zivildienst als Rettungssanitäter studierte Griese Rechtswissenschaften an der Justus-Liebig-Universität Gießen und der Georg-August-Universität Göttingen. Das Studium schloss er 1981 mit dem Ersten juristischen Staatsexamen ab. Sein Rechtsreferendariat absolvierte er unter anderem am Oberlandesgericht Celle. Nach dem Zweiten juristischen Staatsexamen 1984 war er im Anschluss bis 1986 als Wissenschaftlicher Assistent am Institut für Arbeitsrecht der Universität Göttingen tätig. In dieser Zeit arbeitete er dort auch an seiner Dissertation Zur Notwendigkeit und Effektivität eines verbesserten datenrechtlichen Persönlichkeitsschutzes im Arbeitsrecht, mit der ihn die Juristische Fakultät der Georgia Augusta 1986 zum Doktor der Rechtswissenschaften (Dr. iur.). promovierte.
Ebenfalls 1986 wurde er in den Richterdienst des Landes Nordrhein-Westfalen übernommen. Bis 1993 war Griese als Arbeitsrichter an den Arbeitsgerichten Aachen und Köln tätig. Ab Herbst 1986 nahm er zusätzlich bis zum Jahr 1995 nebenamtlich einen Lehrauftrag an der Fachhochschule Aachen, Fachbereich Wirtschaft, wahr. Ab 1991 war er Mitglied des Landesjustizprüfungsamtes beim Oberlandesgericht Köln. Von 1993 bis 1995 war er an das Ministerium für Arbeit, Gesundheit und Soziales des Landes Nordrhein-Westfalen abgeordnet und dort Leiter des Referates Arbeitsrecht, Personalvertretungsrecht und Mitbestimmungsrecht.
Nach der Unterbrechung durch seine politische Betätigung war er von 2006 bis 2011 wieder als Richter tätig und bekleidete das Amt des Vorsitzenden Richters am Landesarbeitsgericht Köln. Zudem war er stellvertretendes Mitglied des Verfassungsgerichtshof für das Land Nordrhein-Westfalen. Als Spezialist auf dem Gebiet des Arbeitsrechts hat er dazu auch wissenschaftliche Veröffentlichungen in Fachzeitschriften und Büchern vorgelegt. Er ist Mitautor des jährlich erscheinenden arbeitsrechtlichen Standardwerks Personalbuch – Arbeitsrecht, Steuerrecht, Sozialversicherungsrecht.
Thomas Griese ist seit 1982 mit Anne Prolingheuer-Griese verheiratet. Das Ehepaar hat zwei Kinder. Seit 1986 wohnt die Familie in Aachen-Brand.

## Politik
Seit 1997 ist Thomas Griese Mitglied von Bündnis 90/Die Grünen. Für die Partei betätigte er sich als Vorsitzender des Kreisverbandes Aachen, als Delegierter für die grüne Bundesdelegiertenkonferenz (BDK) und die grüne Landesdelegiertenkonferenz (LDK).

### Öffentliche Ämter
Nach der Landtagswahl 1995 wurde Thomas Griese zum Staatssekretär im von Ministerin Bärbel Höhn geführten Ministerium für Umwelt, Raumordnung und Landwirtschaft des Landes Nordrhein-Westfalen ernannt. Auch nach der Landtagswahl 2000 blieb er – erneut unter Höhn jetzt im Ministerium für Umwelt-, Landwirtschafts- und Verbraucherschutz – in diesem Amt, bis die rot-grüne Koalition bei der Landtagswahl in Nordrhein-Westfalen 2005 ihre Mehrheit verlor. Während seiner zehnjährigen Amtszeit als Staatssekretär war er unter anderem am Zustandekommen des Nationalparks Eifel sowie der Umwandlung der Landesforstverwaltung Nordrhein-Westfalen in den Landesbetrieb Wald und Holz NRW beteiligt, ebenso daran, dass weitere sechs in Nordrhein-Westfalen geplante Müllverbrennungsanlagen nicht gebaut wurden.
Bei der Bundestagswahl 2005 kandidierte er für die Grünen erfolglos im Wahlkreis Aachen.
Seit 2009 ist Griese Mitglied des Städteregionstages Aachen. Griese wurde bei den Kommunalwahlen in NRW 2014 und 2020 wiedergewählt. Zudem gehört er dem Umweltausschuss und dem Bauausschuss der StädteRegion Aachen an und ist Mitglied in der Verbandsversammlung des kommunalen Zweckverbandes Entsorgungsregion West (ZEW).
Seit dem 18. Mai 2011 war er erneut als Staatssekretär tätig – diesmal in Rheinland-Pfalz im Ministerium für Umwelt, Landwirtschaft, Ernährung, Weinbau und Forsten unter Ministerin Ulrike Höfken. Trotz dieses Wechsels nach Mainz wollte er in der Region Aachen verwurzelt bleiben und hat dort nur sein Amt als stellvertretender Städteregionsrat niedergelegt. Zum 31. Dezember 2020 trat er in den Ruhestand. Er übernahm damit auch die politische Verantwortung für eine vom Oberwaltungsgericht Rheinland-Pfalz beanstandete Beförderungspraxis, die im Umweltministerium praktiziert worden war. Beanstandet wurde, dass bei Beförderungen, bei denen keine Bewerberkonkurrenzen bestanden, auf formalisierte Beurteilungen verzichtet worden war. In der folgenden politischen Diskussion wurden Vorwürfe der Ämterpatronage erhoben.

## Ehrenamtliches Engagement
Thomas Grieses Engagement im Agrar- und Umweltbereich entwickelte sich aus der Prägung durch das Elternhaus und seine Mitgliedschaft als Jugendlicher in der Westfälisch-Lippischen Landjugend e.V. (WLL). Seit Mitte der 1970er Jahre ist er in der Anti-Atomkraft-Bewegung aktiv und war über die Landjugend unter anderem an der Organisation von Trecker-Demos zum Kernkraftwerk Hamm-Uentrop beteiligt – für ihn bedeutete dies zugleich den Einstieg in die Politik.
Griese blieb diesem ehrenamtlichen Tätigkeitsbereich treu. So gehörte er 1976 zu den Mitbegründer der Arbeitsgemeinschaft bäuerliche Landwirtschaft (AbL). Aktives Mitglied ist er zudem im Bund für Umwelt und Naturschutz Deutschland (BUND). Schwerpunkte der Tätigkeit Grieses in diesen Gremien waren unter anderem die Ökologisierung und Demokratisierung der Flurbereinigung sowie die Gentechnik.
Darüber hinaus engagiert sich der gläubige Protestant in der Evangelischen Kirche. Er gehört dem Leitungsteam der Evangelischen Stadtakademie Aachen (ESA) an und ist berufenes Mitglied der Kreissynode des Evangelischen Kirchenkreises Aachen. In seinem Wohnort Brand war Thomas Griese Mitbegründer des Diskussionsforums „BrandGlobalLokal“ und ist Mitglied im Bürgerverein Brand. Außerdem ist er Aufsichtsratsmitglied der WABe e.V., Präsidiumsmitglied der Stiftung Europäisches Naturerbe (EuroNatur) sowie Mitglied im Solarenergie-Förderverein Deutschland e.V. (SFV) und im Verein zur Förderung der Agenda-21-Partnerschaft Aachen-Kapstadt e.V.